# Canoë-kayak aux Jeux olympiques d'été de 2024
Navigation
Tokyo 2020 Los Angeles 2028
Les compétitions de canoë-kayak des Jeux olympiques d'été de 2024 se déroulent du 27 juillet au 5 août 2024 pour les épreuves de slalom, et du 6 au 10 août 2024 pour les épreuves de sprint (ou course en ligne).
La Nouvelle-Zélande remporte quatre médailles d'or, et l'Australie trois, ce qui donne une domination de l'Océanie dans cette discipline.

## Organisation

### Site des compétitions

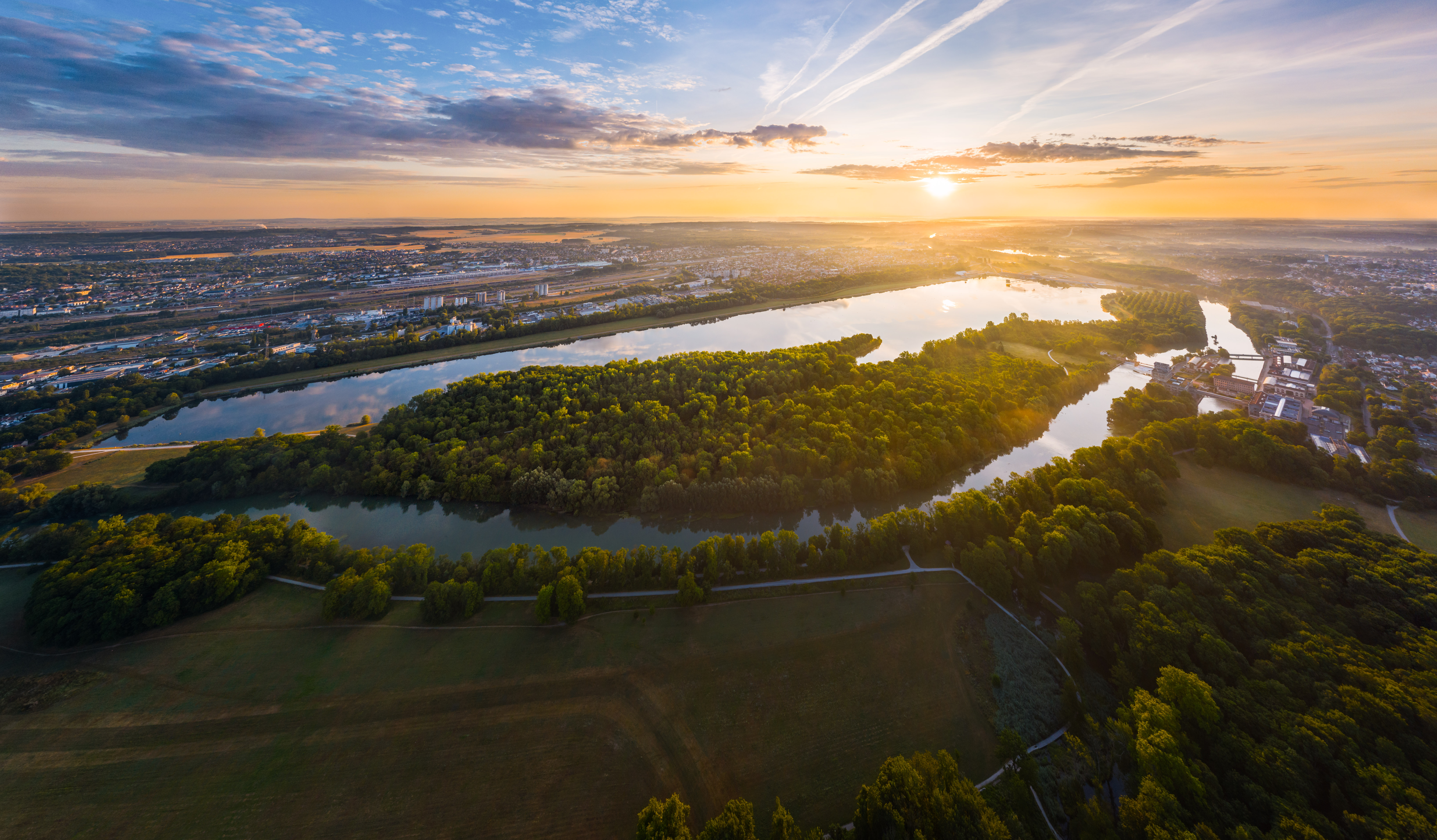
Vue aérienne sur le stade nautique de Vaires-sur-Marne au lever du jour

Les compétitions ont lieu au Stade nautique de Vaires-sur-Marne situé en Seine-et-Marne, à environ 30 km à l'Est de Paris.
Le site accueille également les épreuves d'aviron ainsi que celles de paracanoë et d'aviron des Jeux paralympiques.
L'accessibilité de ce site en transports en commun est discutée. Les spectateurs peuvent arriver par la gare de Vaires-Torcy, sur la ligne P, puis marcher 25 minutes, ou bien arriver par la gare de Torcy, sur le RER A de l’autre côté de la Marne, ou celle de Chelles-Gournay, sur le RER E, puis prendre les navettes de bus spécialement mises en place,.

### Épreuves

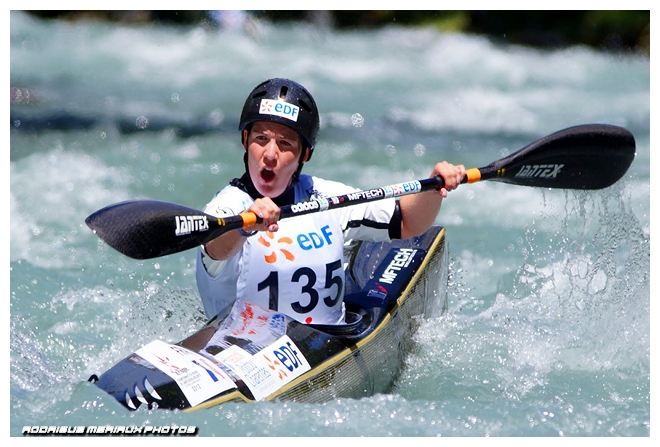
Kayakiste

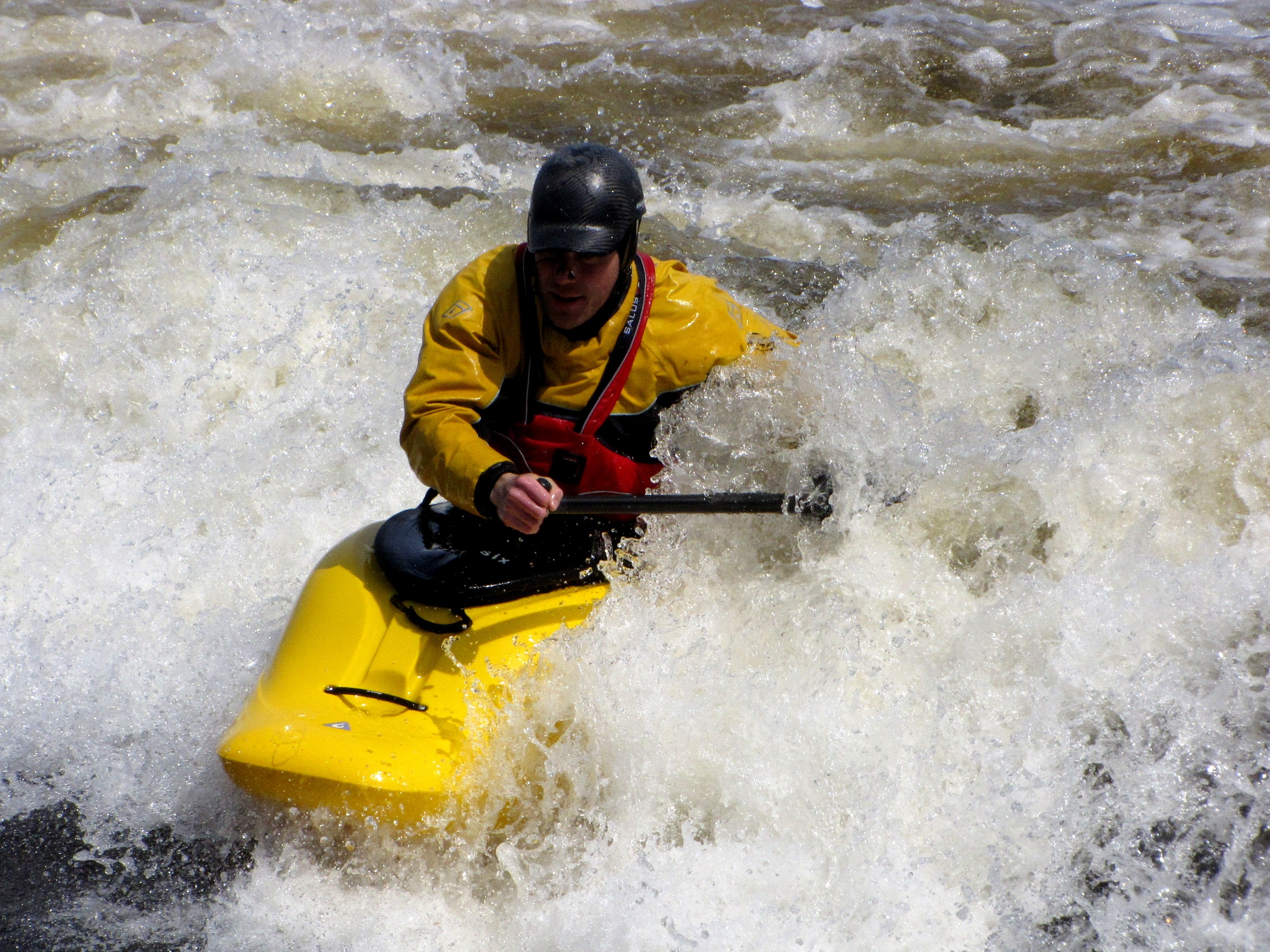
Céiste

En canoë, l'athlète utilise une pagaie avec une seule pale tandis qu'il y en a deux en kayak.
Les épreuves de slalom se déroulent en eaux vives, généralement dans un bassin artificiel. Les concurrents doivent effectuer un parcours le plus rapidement possible en passant dans des portes, en aval comme en amont. Chaque porte touchée ou non franchie entraîne une pénalité.
En sprint, ou course en ligne, les concurrents naviguent sur un bassin en eau calme et doivent atteindre l'arrivée le plus rapidement possible.
Deux épreuves de slalom extrême, ou kayak cross (KX), font leur apparition au programme olympique et remplacent deux épreuves de course en ligne K1 200 m. D'autres épreuves masculines ont été conservées mais avec de nouvelles distances.
Le codage des épreuves est le suivant : C pour canoë et K pour kayak, suivi du nombre d'athlètes dans le bateau. Exemple : le K2 est une épreuve de kayak double.
| Épreuves | Épreuves | Jeux de 2020 | Jeux de 2024 |
| -------- | -------- | ------------ | ------------ |
| Hommes   | C1       | 1 000 m      | 1 000 m      |
| Hommes   | C2       | 1 000 m      | 500 m        |
| Hommes   | K1       | 200 m        | -            |
| Hommes   | K1       | 1 000 m      | 1 000 m      |
| Hommes   | K2       | 1 000 m      | 500 m        |
| Hommes   | K4       | 500 m        | 500 m        |
| Femmes   | C1       | 200 m        | 200 m        |
| Femmes   | C2       | 500 m        | 500 m        |
| Femmes   | K1       | 200 m        | -            |
| Femmes   | K1       | 500 m        | 500 m        |
| Femmes   | K2       | 500 m        | 500 m        |
| Femmes   | K4       | 500 m        | 500 m        |

| Épreuves | Épreuves | Jeux de 2020 | Jeux de 2024 |
| -------- | -------- | ------------ | ------------ |
| Hommes   | C1       | X            | X            |
| Hommes   | K1       | X            | X            |
| Hommes   | KX1      | -            | X            |
| Femmes   | C1       | X            | X            |
| Femmes   | K1       | X            | X            |
| Femmes   | KX1      | -            | X            |

### Calendrier
Les compétitions sont programmées du 27 juillet au 5 août pour les épreuves de slalom et du 6 au 10 août pour les courses en ligne.
| Épreuve ↓ / Date → | Épreuve ↓ / Date → | Sa 27 | Sa 27 | Di 28 | Di 28 | Lu 29 | Lu 29 | Ma 30 | Ma 30 | Me 31 | Me 31 | Je 1er | Je 1er | Ve 2 | Ve 2 | Sa 3 | Sa 3 | Di 4 | Di 4 | Lu 5 | Lu 5 | Lu 5 | Lu 5 |
| ------------------ | ------------------ | ----- | ----- | ----- | ----- | ----- | ----- | ----- | ----- | ----- | ----- | ------ | ------ | ---- | ---- | ---- | ---- | ---- | ---- | ---- | ---- | ---- | ---- |
| Hommes             | C1                 | É     | É     |       |       | ½     | F     |       |       |       |       |        |        |      |      |      |      |      |      |      |      |      |      |
| Hommes             | K1                 |       |       |       |       |       |       | É     | É     |       |       | ½      | F      |      |      |      |      |      |      |      |      |      |      |
| Hommes             | KX1                |       |       |       |       |       |       |       |       |       |       |        |        |      |      | C    | C    | É    | É    | ¼    | ½    | f    | F    |
| Femmes             | C1                 |       |       |       |       |       |       | É     | É     | ½     | F     |        |        |      |      |      |      |      |      |      |      |      |      |
| Femmes             | K1                 | É     | É     | ½     | F     |       |       |       |       |       |       |        |        |      |      |      |      |      |      |      |      |      |      |
| Femmes             | KX1                |       |       |       |       |       |       |       |       |       |       |        |        |      |      | C    | C    | É    | É    | ¼    | ½    | f    | F    |

| Épreuve ↓ / Date → | Épreuve ↓ / Date → | Ma 6 | Ma 6 | Me 7 | Me 7 | Je 8 | Je 8 | Ve 9 | Ve 9 | Sa 10 | Sa 10 |
| ------------------ | ------------------ | ---- | ---- | ---- | ---- | ---- | ---- | ---- | ---- | ----- | ----- |
| Hommes             | C1 1 000 m         |      |      | É    | ¼    |      |      | ½    | F    |       |       |
| Hommes             | C2 500 m           | É    | ¼    |      |      | ½    | F    |      |      |       |       |
| Hommes             | K1 1 000 m         |      |      | É    | ¼    |      |      |      |      | ½     | F     |
| Hommes             | K2 500 m           | É    | ¼    |      |      |      |      | ½    | F    |       |       |
| Hommes             | K4 500 m           | É    | É    |      |      | ½    | F    |      |      |       |       |
| Femmes             | C1 200 m           |      |      |      |      | É    | ¼    |      |      | ½     | F     |
| Femmes             | C2 500 m           | É    | ¼    |      |      |      |      | ½    | F    |       |       |
| Femmes             | K1 500 m           |      |      | É    | ¼    |      |      |      |      | ½     | F     |
| Femmes             | K2 500 m           | É    | ¼    |      |      |      |      | ½    | F    |       |       |
| Femmes             | K4 500 m           | É    | É    |      |      | ½    | F    |      |      |       |       |

| - C : contre-la-montre - É : éliminatoires - ¼ : quarts de finale - ½ : demi-finales - f : petites finales - F : finales |

## Participation

### Critères de qualification

#### En slalom
82 athlètes participent aux épreuves de slalom, 41 hommes et 41 femmes. Les critères de qualification sont les suivants  :
Un comité national olympique (CNO) peut aligner au maximum 6 athlètes, 3 femmes et 3 hommes.
Pour les épreuves féminine et masculine de C1 et de K1 :
- les 15 nations les mieux classées avec un athlète pour chacune dans chaque épreuve aux championnats du monde 2023 ;
- 5 places sont offertes à la suite de compétitions continentales : championnats d'Afrique, d'Asie, d'Europe, d'Océanie et panaméricains ;
- une place des offerte au pays hôte, la France.

En kayak cross (KX1), 3 places sont allouées lors de qualifications mondiales, les autres le sont pour des athlètes déjà qualifiés dans les autres épreuves.
Les places sont par ailleurs attribuées en priorité aux canoéistes. Cela signifie qu'un athlète déjà qualifié dans une épreuve de canoë ne pourra pas être présent dans l'épreuve de kayak. Sa place sera réattribuée à un autre CNO.
Enfin, 2 places pour l'universalité des Jeux sont offertes en slalom et/ou en sprint.

#### En sprint
236 athlètes participent aux épreuves de sprint, 118 hommes et 118 femmes. Les critères de qualification simplifiés sont les suivants  :
Un comité national olympique (CNO) peut aligner au maximum 18 athlètes : 6 par genre en kayak et 3 en canoë, dans la limite de deux embarcations par épreuve.
Pour espérer obtenir une place de quota aux Jeux, un CNO doit participer aux championnats du monde 2023 ou à une épreuve de qualification continentale.
Une première attribution de 162 places se fait lors des championnats du monde 2023. Pour chaque genre : 
- en K1 : 7 places dont une pour le pays hôte ;
- en K2 : 12 places ;
- en K4 : 40 places ;
- en C1 : 6 places dont une pour le pays hôte ;
- en C2 : 16 places.

A l'issue des championnats du monde 2023, si des athlètes sont qualifiés dans plus d'une épreuve, les places sont libérées puis attribuées à d'autres CNO.
La seconde attribution de 72 places se fait lors de compétitions continentales. Pour chaque genre : 
- en K1 : 8 places (2 pour l'Europe, les Amériques et l'Asie, 1 pour l'Afrique et l'Océanie) ;
- en K2 : 10 places (2 pour chaque continent) ;
- en C1 : 8 places (2 pour l'Europe, les Amériques et l'Asie, 1 pour l'Afrique et l'Océanie) ;
- en C2 : 10 places (2 pour chaque continent).

Ces places sont attribuées dans la limite de deux CNO par catégorie (kayak ou canoë)
Enfin, 2 places pour l'universalité des Jeux sont offertes en slalom et/ou en sprint.

### Participants
Il y a 82 athlètes engagés en slalom et 236 en sprint.

## Podiums

### Slalom
| Épreuve | Or                        | Argent                  | Bronze                |
| ------- | ------------------------- | ----------------------- | --------------------- |
| Hommes  |                           |                         |                       |
| C1      | Nicolas Gestin (FRA)      | Adam Burgess (GBR)      | Matej Beňuš (SVK)     |
| K1      | Giovanni De Gennaro (ITA) | Titouan Castryck (FRA)  | Pau Echaniz (ESP)     |
| KX1     | Finn Butcher (NZL)        | Joseph Clarke (GBR)     | Noah Hegge (GER)      |
| Femmes  |                           |                         |                       |
| C1      | Jessica Fox (AUS)         | Elena Lilik (GER)       | Evy Leibfarth (USA)   |
| K1      | Jessica Fox (AUS)         | Klaudia Zwolińska (POL) | Kimberley Woods (GBR) |
| KX1     | Noemie Fox (AUS)          | Angèle Hug (FRA)        | Kimberley Woods (GBR) |

### Course en ligne (sprint)
| Épreuves   | Or                                                                               | Argent                                                                                    | Bronze                                                                           |
| ---------- | -------------------------------------------------------------------------------- | ----------------------------------------------------------------------------------------- | -------------------------------------------------------------------------------- |
| Hommes     |                                                                                  |                                                                                           |                                                                                  |
| C1 1 000 m | Martin Fuksa (CZE)                                                               | Isaquias Queiroz (BRA)                                                                    | Serghei Tarnovschi (MDA)                                                         |
| C2 500 m   | Chine - Ji Bowen - Liu Hao                                                       | Italie - Gabriele Casadei - Carlo Tacchini                                                | Espagne - Diego Domínguez - Joan Antoni Moreno                                   |
| K1 1 000 m | Josef Dostál (CZE)                                                               | Ádám Varga (HUN)                                                                          | Bálint Kopasz (HUN)                                                              |
| K2 500 m   | Allemagne - Max Lemke - Jacob Schopf                                             | Hongrie - Bence Nádas - Sándor Tótka                                                      | Australie - Thomas Green - Pierre van der Westhuyzen                             |
| K4 500 m   | Allemagne - Max Lemke - Tom Liebscher - Max Rendschmidt - Jacob Schopf           | Australie - Jackson Collins - Riley Fitzsimmons - Noah Havard - Pierre van der Westhuyzen | Espagne - Carlos Arévalo - Saúl Craviotto - Rodrigo Germade - Marcus Cooper Walz |
| Femmes     |                                                                                  |                                                                                           |                                                                                  |
| C1 200 m   | Katie Vincent (CAN)                                                              | Nevin Harrison (USA)                                                                      | Yarisleidis Cirilo (CUB)                                                         |
| C2 500 m   | Chine - Sun Mengya - Xu Shixiao                                                  | Ukraine - Liudmyla Luzan - Anastasiia Rybachok                                            | Canada - Sloan MacKenzie - Katie Vincent                                         |
| K1 500 m   | Lisa Carrington (NZL)                                                            | Tamara Csipes (HUN)                                                                       | Emma Jørgensen (DEN)                                                             |
| K2 500 m   | Nouvelle-Zélande - Lisa Carrington - Alicia Hoskin                               | Hongrie - Tamara Csipes - Alida Dóra Gazsó                                                | Allemagne - Jule Hake - Paulina Paszek Hongrie - Sára Fojt - Noémi Pupp          |
| K4 500 m   | Nouvelle-Zélande - Olivia Brett - Lisa Carrington - Alicia Hoskin - Tara Vaughan | Allemagne - Sarah Brüßler - Jule Hake - Pauline Jagsch - Paulina Paszek                   | Hongrie - Tamara Csipes - Sára Fojt - Alida Dóra Gazsó - Noémi Pupp              |

## Tableau des médailles
- Pays organisateur (France)

| Rang  | Nation           | Or | Argent | Bronze | Total |
| ----- | ---------------- | -- | ------ | ------ | ----- |
| 1     | Nouvelle-Zélande | 4  | 0      | 0      | 4     |
| 2     | Australie        | 3  | 1      | 1      | 5     |
| 3     | Allemagne        | 2  | 2      | 2      | 6     |
| 4     | Chine            | 2  | 0      | 0      | 2     |
| 4     | Tchéquie         | 2  | 0      | 0      | 2     |
| 6     | France           | 1  | 2      | 0      | 3     |
| 7     | Italie           | 1  | 1      | 0      | 2     |
| 8     | Canada           | 1  | 0      | 1      | 2     |
| 9     | Hongrie          | 0  | 4      | 3      | 7     |
| 10    | Grande-Bretagne  | 0  | 2      | 2      | 4     |
| 11    | États-Unis       | 0  | 1      | 1      | 2     |
| 12    | Brésil           | 0  | 1      | 0      | 1     |
| 12    | Pologne          | 0  | 1      | 0      | 1     |
| 12    | Ukraine          | 0  | 1      | 0      | 1     |
| 15    | Espagne          | 0  | 0      | 3      | 3     |
| 16    | Cuba             | 0  | 0      | 1      | 1     |
| 16    | Danemark         | 0  | 0      | 1      | 1     |
| 16    | Moldavie         | 0  | 0      | 1      | 1     |
| 16    | Slovaquie        | 0  | 0      | 1      | 1     |
| Total | Total            | 16 | 16     | 17     | 49    |